# Internationaal Wiskundecongres
Het Internationaal Wiskundecongres (Engels: International Congress of Mathematicians, ICM) is het belangrijkste congres ter wereld over de wiskunde. Het congres wordt elke vier jaar georganiseerd door de Internationale Wiskundige Unie.
Het programma bestaat hoofdzakelijk uit voordrachten die gegeven worden door de belangrijkste wiskundigen uit de hele wereld die geselecteerd worden door de organisatoren van het congres.
Tijdens de openingsceremonie worden door de Internationale Wiskundige Unie drie prijzen uitgereikt:
- de Fields-medaille sinds 1936
- de Rolf Nevanlinnaprijs sinds 1982 voor wiskundige toepassingen in de informatietechnologie.
- de Carl Friedrich Gaussprijs sinds 2006 voor wiskundige toepassingen die een impact hebben buiten de wetenschappen.

De eerste 2 prijzen worden uitgereikt aan jonge wiskundigen met een maximale leeftijd van 40 jaar.
Op het congres te Madrid in 2006 waren er ruim 4500 deelnemers en zat de Spaanse koning Juan Carlos de openingsceremonie voor.

## Geschiedenis
Het Internationale Wiskundecongres werd voor het eerst georganiseerd in 1897 te Zürich. Vanaf 1900 werd het congres om de vier jaar georganiseerd, enkel onderbroken door de wereldoorlogen. 
Op het congres van 1900 te Parijs formuleerde David Hilbert zijn bekende lijst van 23 problemen met de uitdaging om ze voor het jaar 2000 op te lossen. 
Vanaf 1920 nam de toen pas opgerichte Internationale Wiskundige Unie de organisatie van het congres over.

## Lijst van alle congressen
- 2026: Philadelphia (Pennsylvania)
- 2022: Online, nee Sint-Petersburg, Rusland
- 2018: Rio de Janeiro, Brazilië
- 2014: Seoel, Zuid-Korea
- 2010: Haiderabad, India
- 2006: Madrid, Spanje
- 2002: Peking, Volksrepubliek China
- 1998: Berlijn, Duitsland
- 1994: Zürich, Zwitserland
- 1990: Kioto, Japan
- 1986: Berkeley (Californië), Verenigde Staten
- 1982 (gehouden in 1983): Warschau, Polen
- 1978: Helsinki, Finland
- 1974: Vancouver, Canada
- 1970: Nice, Frankrijk
- 1966: Moskou, Sovjet-Unie
- 1962: Stockholm, Zweden
- 1958: Edinburgh, Verenigd Koninkrijk
- 1954: Amsterdam, Nederland
- 1950: Cambridge, Verenigde Staten
- 1936: Oslo, Noorwegen
- 1932: Zürich, Zwitserland
- 1928: Bologna, Italië
- 1924: Toronto, Canada
- 1920: Straatsburg, Frankrijk
- 1912: Cambridge, Verenigd Koninkrijk
- 1908: Rome, Italië
- 1904: Heidelberg, Duitsland
- 1900: Parijs, Frankrijk
- 1897: Zürich, Zwitserland